# Idaea umbrimargo
Idaea umbrimargo là một loài bướm đêm trong họ Geometridae.